# 桐生市立広沢中学校
桐生市立広沢中学校（きりゅうしりつ ひろさわちゅうがっこう）は、群馬県桐生市広沢町四丁目にある公立中学校。

## 所在地
- 群馬県桐生市広沢町四丁目1864-2

## 学区
- 広沢町3丁目の一部[1]
- 広沢町4丁目～7丁目
- 広沢町間ノ島の一部

## 学校周辺
- 桐生市立広沢小学校
- 国道50号
- 国道122号
- 間ノ島団地
- 桐生市南公園

## 制服
- 男子　
  - 冬服は標準的な学生服上下である。
  - 夏服はカッターシャツ、スラックスである。
- 女子　
  - 冬服はブレザー、ブラウス、吊りスカートである。
  - 夏服はブラウス、吊りスカートである。